# Sterne de Cabot
Espèce
La sterne de Cabot (Thalasseus acuflavidus) ou sterne de Cayenne, est une espèce d'oiseaux de la famille des Laridae. Elle était autrefois considérée comme une sous-espèce de la Sterne caugek (T. sandvicensis).

## Répartition et sous-espèces
D'après la classification de référence (version 14.1, 2024) de l'Union internationale des ornithologues, la Sterne de Cabot possède 2 sous-espèces (ordre philogénique) :
- Thalasseus acuflavidus acuflavidus (Cabot, S, 1847) : littoral sud-est nord-américain et Caraïbes ;
- Thalasseus acuflavidus eurygnathus Saunders, H, 1876 : littoral sud-américain (du Venezuela à l'Argentine).

Son aire hivernante dissoute s'étend de la Louisiane à l'Uruguay et au Pérou, l'Amérique centrale, la Guyane et les Petites Antilles.